# Edda Leesch
Edda Leesch (* 24. November 1962 in Feuchtwangen, Bayern) ist eine deutsche Schauspielerin und Drehbuchautorin.

## Biografie
Edda Leesch wuchs in Mecklenburg auf. Ihre Ausbildung absolvierte sie an der Hochschule für Schauspielkunst „Ernst Busch“ in Ost-Berlin und an der Hochschule für Musik und Theater in Hannover. Zusätzlich erhielt sie Privatunterricht. In den 1980er Jahren hatte sie Engagements am Staatstheater Darmstadt sowie am Staatstheater Saarbrücken. Ihr Fernseh-Debüt gab sie zu Beginn der 1990er Jahre mit einer Hauptrolle im Tatort, wo sie in der Folge regelmäßig auftrat. Während mittlerweile zwei Jahrzehnten ist sie einem breiten Publikum in zahlreichen Rollen bekannt geworden, darunter Serien wie Ein Fall für zwei, Wolffs Revier, SOKO 5113, Doppelter Einsatz, Im Namen des Gesetzes, Großstadtrevier,
Rosa Roth, Balko oder Die Rettungsflieger.
In jüngster Zeit verstärkte sie ihre Tätigkeit als Autorin für Fernsehfilme, in denen sie bisweilen auch selbst auftritt. Edda Leesch lebt heute in Berlin.

## Filmografie (Auswahl)

### Als Schauspielerin
- 1990: Tatort – Blue Lady
- 1992: Der absurde Mord
- 1992: Tatort – Camerone
- 1993: Catherine Courage
- 1995: Das kalifornische Quartett
- 1995: Das Schwein – Eine deutsche Karriere
- 1995: Ein Fall für zwei — Episode 132: Tod im Motel
- 1995: Tatort – Eine mörderische Rolle
- 1996: Der Mörder und die Hure
- 1996: Rosamunde Pilcher – Irrwege des Herzens
- 1997: Die Stunden vor dem Morgengrauen
- 1997: Post Mortem – Der Nuttenmörder
- 1997: Die Rättin
- 1998–2000: Fieber – Ärzte für das Leben
- 1998: Hosenflattern
- 1998: Hallo, Onkel Doc! - Folge Giftskandal
- 1999: Die Sternbergs – Ärzte, Brüder, Leidenschaften
- 1999: Herz über Bord
- 1999: Tatort – Der Tod fährt Achterbahn
- 2000: Forsthaus Falkenau – Der Wald gehört den Kindern
- 2000: Tatort – Blaues Blut
- 2000: Im Club der Millionäre
- 2000: Tatort – Mord am Fluss
- 2000: Großstadtrevier (Staffel 14, Folge 3: Engelchen)
- 2001: Albtraum einer Ehe
- 2001: Dr. Stefan Frank – Der Arzt, dem die Frauen vertrauen – Und keiner darf es wissen
- 2001: Die Salsaprinzessin
- 2001: Zum Glück verrückt – Eine unschlagbare Familie
- 2001: Polizeiruf 110 – Seestück mit Mädchen
- 2002: Der Verehrer
- 2002: Tatort – Oskar
- 2003: Das Herz ist rot
- 2003: Tatort – Frauenmorde
- 2003: 4 Freunde und 4 Pfoten
- 2003: Stubbe – Von Fall zu Fall: Tödlicher Schulweg
- 2003, 2008: In aller Freundschaft (Fernsehserie, 2 Folgen)
- 2004: Eine unter Tausend
- 2004: Tatort – Herzversagen
- 2005: Die Diebin & der General
- 2005: Tatort – Minenspiel
- 2006: Das Duo – Der Sumpf
- 2007: Von Müttern und Töchtern
- 2007: Tatort – Schleichendes Gift
- 2007: Notruf Hafenkante – Luckys letzter Coup
- 2008: Der Mann an ihrer Seite
- 2008: Stella und der Stern des Orients
- 2008: Zwerg Nase
- 2009: Was glücklich macht
- 2010: Das Glück ist eine Katze
- 2011: Notruf Hafenkante – Hilfe für die Reiterstaffel
- 2012: Wohin der Weg mich führt
- 2013: Notruf Hafenkante – Das Geheimnis der Braut

### Als Drehbuchautorin
- 2003: Das Herz ist rot
- 2003: Der Preis der Wahrheit
- 2007: Von Müttern und Töchtern
- 2008: Der Mann an ihrer Seite
- 2009: Was glücklich macht
- 2009: Sieben Tage
- 2010: Der Duft von Holunder
- 2010: Liebe vergisst man nicht
- 2010: Das Glück ist eine Katze
- 2012: Schlaflos in Schwabing
- 2012: Wohin der Weg mich führt
- 2013: Als meine Frau mein Chef wurde … (Regie: Matthias Steurer)
- 2015: Über den Tag hinaus
- 2016: Zwei verlorene Schafe
- 2017: Ich war eine glückliche Frau
- 2022: Horst Lichter – Keine Zeit für Arschlöcher
- 2023: Winterwalzer